# Ramesodes aequalis
Ramesodes aequalis là một loài bướm đêm trong họ Noctuidae.